# 내일 세상의 종말이 올지라도
《내일 세상의 종말이 올지라도》(あした世界が終わるとしても)는 일본에서 제작된 사쿠라기 유우헤이 감독의 2019년 애니메이션, 멜로/로맨스 영화이다. 카지 유우키 등이 주연으로 출연하였다. 2019년 1월 25일 개봉하였다.

## 출연

### 주연
- 카지 유우키
- 나카지마 요시키
- 우치다 마아야
- 센본기 아야카